# Euleria tetramera
Euleria tetramera là một loài thực vật có hoa trong họ Đào lộn hột. Loài này được Urb. mô tả khoa học đầu tiên năm 1925.